# Twebby
Twebby var en direktsänd talkshow som sändes i Barnkanalen, som bland annat byggde på att barn ringde in till programmet och då blev representerade av animerade figurer i TV-rutan. Programmet sändes från Barnkanalens start i slutet av 2002, men lades ner år 2006. I Twebby fanns bland annat en talangjakt där barn skulle skriva egna sånger och tävla i en final.